# Малоча, Мартин
Мартин Малоча (хорв. Martin Maloca; род. 21 марта 1990, Загреб) — хорватский футболист, полузащитник клуба «Горица».

## Игровая карьера
Начал заниматься футболом в молодёжном составе столичного клуба «Загреб» в 2001 году. Спустя четыре года перешёл в молодёжную команду «Дубравы», где играл четыре года. В то же время, с 2005 года периодически стал вызываться в первую команду клуба. По прошествии восьми лет в «Дубраве» игрок отправился в команду «Сесвете», где стал основным игроком. За три года в клубе сыграл 92 матча и забил 3 гола в чемпионате.